# Hogna denisi
Hogna denisi är en spindelart som beskrevs av Roewer 1959. Hogna denisi ingår i släktet Hogna och familjen vargspindlar. Inga underarter finns listade i Catalogue of Life.